# جرترود مورغان
جرترود مورغان (بالإنجليزية: Gertrude Morgan)‏ هي داعية ورسامة أمريكية، ولدت في 1900 في لافاييت في الولايات المتحدة، وتوفيت في 8 يوليو 1980 في نيو أورلينز في الولايات المتحدة.